# Praia da Sereia (Vila Velha)

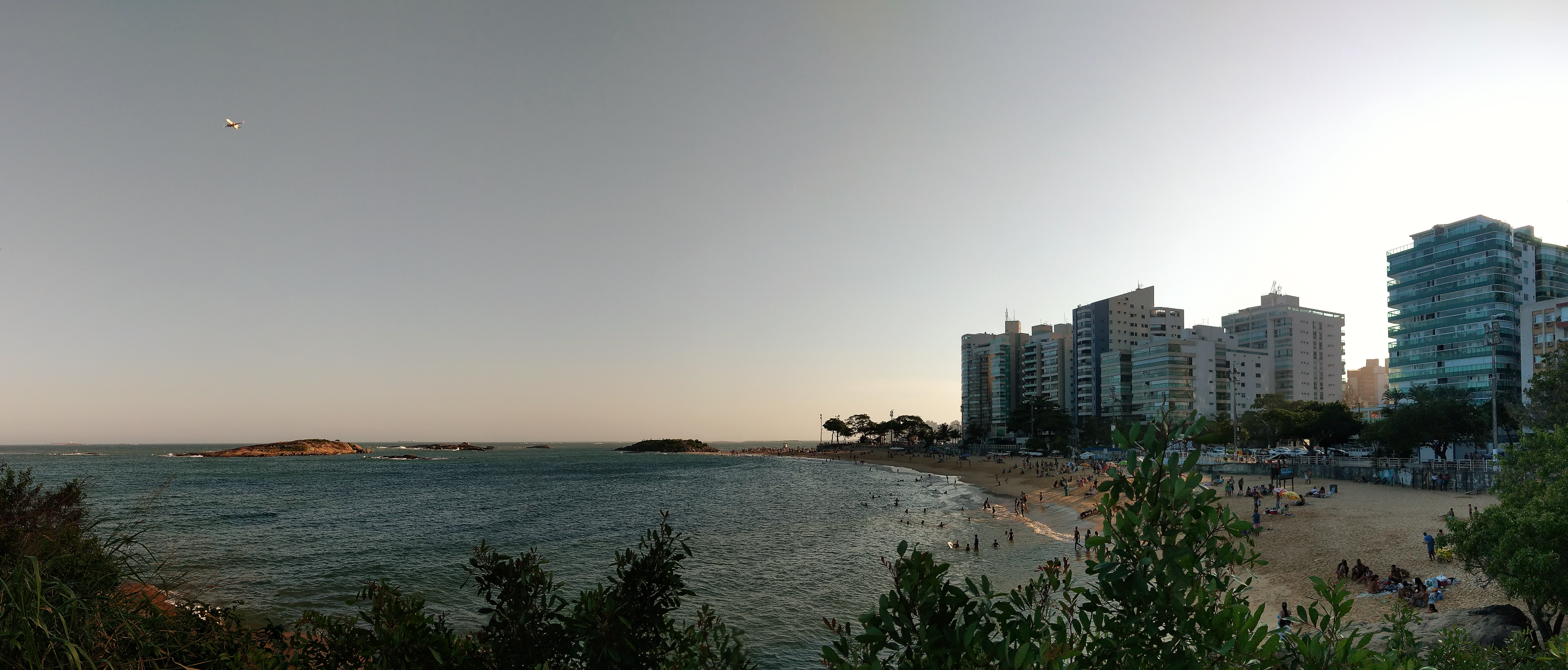
Entardecer na Praia da Sereia.

Praia da Sereia é uma praia localizada no bairro da Praia da Costa, em Vila Velha, Espírito Santo. Situa-se próxima do Clube Libanês do Espírito Santo, entre a Praia do Governador e a Pedra da Sereia, onde um istmo a separa da Praia da Costa.
É uma das praias mais famosas e frequentadas da Grande Vitória, principalmente pelas suas águas tranquilas, já que é cercada por ilhas e pedras. Como sua extensão não é tão grande, costuma estar sempre lotada, especialmente na alta temporada.
A região da praia é totalmente urbanizada, com muitos prédios e um calçadão por toda sua extensão.

## Certificado Bandeira Azul
A Praia da Sereia recebeu o certificado internacional de qualidade Bandeira Azul para a temporada 2021/2022, sendo esta a primeira e única praia do Espírito Santo a receber este selo, concedido a apenas 22 praias brasileiras nessa temporada. No local foi hasteada a Bandeira Azul símbolo da certificação de qualidade.